# Pterostichus gracilis
Pterostichus gracilis es una especie de escarabajo terrestre del género Pterostichus, categorizada en la tribu Pterostichini, de la subfamilia Harpalinae. Fue descrita por Dejean en 1828.

## Distribución
Se distribuye por Irlanda, Gran Bretaña, Dinamarca, Suecia, Finlandia, Francia, Bélgica, Países Bajos, Alemania, Suiza, Austria, Chequia, Eslovaquia, Hungría, Polonia, Estonia, Letonia, Lituania, Bielorrusia, Ucrania, España, Italia, Eslovenia, Croacia, Bosnia y Herzegovina, Albania, Bulgaria, Rumania, Moldavia, Azerbaiyán, Kazajistán y Rusia.